# Pedicularis mariae
Pedicularis mariae là loài thực vật có hoa thuộc họ Cỏ chổi. Loài này được Regel mô tả khoa học đầu tiên năm 1880.